# 星塵鬥士
《JoJo的奇妙冒險 第三部 星塵遠征軍》（ジョジョの奇妙な冒険 Part3 スターダストクルセイダース）為荒木飛呂彥所著的日本漫畫《JoJo的奇妙冒險》系列的第三部，自1989年起連載至1992年止，收錄於單行本第12至28集。
本作是系列作中最受歡迎的一部，出現了名為替身的超能力，這個設定也成為之後JoJo系列的核心。

## 故事大綱
故事揭幕於1988年的日本，喬納森·喬斯達與宿敵DIO決戰的一百年後，DIO於大西洋下意外被打撈上岸而重生。同時，喬瑟夫的外孫，空條承太郎突然發現自己有一種名幽波紋（替身）的能力，起因於DIO的替身能力的覺醒，而同時影響了對替身沒有抵抗能力的空條荷莉，令她陷入病危；為了拯救命在旦夕的母親，承太郎、喬瑟夫、花京院典明與阿布德爾一行出發前往DIO的藏匿地：埃及。
他們一行人經香港、新加坡、印度、巴基斯坦、紅海等地，以飛機、火車、馬車、輪船、駱駝、潛水艇等各種各樣的交通工具旅行，沿途不斷受到DIO派出來的塔羅牌替身使者的攻擊，並在戰鬥中結識了夥伴J‧P‧波魯納雷夫。在埃及上岸後、一行人與夥伴伊奇會合，擊敗了DIO所派出來的手下「九榮神」，最後終於找到了DIO宅邸，了結這段百年來的宿命恩怨。
進入DIO之館後，阿布德爾和伊奇為了從敵人的手中保護波魯納雷夫而死，剩餘的四人與DIO展開最後對決，雙方在開羅鬧市街頭追逐死鬥。花京院為解開DIO替身能力的疑團，挺身而出佈下法皇結界挑戰DIO，但突然瞬間即重創被殺，他死前推測出DIO的替身能暫停時間，並將此訊息傳遞給喬瑟夫，而喬瑟夫與DIO對決時意識到自己也非其敵手，只能將訊息傳給及時趕至的承太郎。最終唯承太郎一人與DIO對峙，兩人初時勢均力敵，DIO以時間暫停能力令承太郎陷入劣勢，波魯納雷夫亦於途中試圖暗殺DIO，但始終無法徹底擊敗他。由於承太郎的替身「白金之星」和「世界」是同類型的替身，在戰鬥中承太郎開始逐漸掌握暫停時間的特殊能力，總算戰勝DIO的替身「世界」，擊斃了這與喬斯達家族糾纏百年的死敵。事件落幕後，荷莉得以恢復健康，承太郎、喬瑟夫、波魯納雷夫在機場告別，各自搭機返回所屬的國家。

## 登場人物

### 星塵遠征軍
空條承太郎（Kujo Jotaro）
日本配音：梁田清之（第三部廣播劇CD、第三部對戰型格鬥遊戲）；小杉十郎太（第三部OVA版）；稻田徹（第五部動作遊戲）；小野大輔（電視動畫版、ASB版、EOH版、SS版、JUMP FORCE）；高森奈津美（電視動畫版・幼年期）
海外配音：梁興昌〈成年時期〉／張乃文〈童年時期〉（台灣）
第三部的主角JoJo，喬瑟夫的外孫，喬納森的外玄孫。17歲，身高195公分，82公斤，日英意混血兒，父親為日本籍爵士音樂家空條貞夫，母親為喬瑟夫之女荷莉‧喬斯達，寡言冷傲的不良番長型學生。因迪奧復活的關係，身體產生了變化，擁有名為替身的能力。口頭禪是「真是夠了」，也是承太郎劇中的名台詞。
性格硬朗冷凜，很少說話，雖然外表看似粗獷且衝動，但實際上有著鋼鐵般的意志和神經，即使在許多令人震悚的生死關頭依然能處變不驚地冷靜應對。因外表高壯英俊，甚受女生歡迎，但非常討厭聒噪煩人的女性。
承太郎標誌性的帽子，經常表現為後面裂開，和頭髮糾纏在一起。當第一次登場時，兩者明顯是分開的，而在之後的作品中兩者的界限就開始模糊了。帽子的款式是70年代和學生服一起戴的學生帽。荒木在訪談中表示，承太郎的帽子實際是身體的一部分，他是故意這麼畫的，承太郎從不摘帽子就是證明。他這麼做是為了讓人物更傲氣，並讓讀者不僅能從正面認出他，僅從背影就可以認出來。
無論如何也不會脫下學生服，即使是沙漠或是在潛水的時候也未曾脫下，原因是「學生就要有學生的樣子」
在第三部的故事之外、於四、五、六部中都有登場，並在第四和第六部中擔任重要配角，是所有的JoJo之中、橫跨部數最多的一位。
是作者第四個喜歡的JOJO，在最喜歡角色中排名第八。
姓氏靈感源自於史蒂芬金的小說：Cujo。造型靈感來自於好萊塢明星克林•伊斯特伍德&日本漫畫家橫山光輝的巴比倫二世。
白金之星（Star Platinum）
【破壞力-A / 速度-A /射程距離-C /持續力-A / 精密度-A / 成長性-A】
【破壞力-A / 速度-A  / 射程距離-C / 持續力-A / 精密度-A / 成長性-完成】
塔羅牌第17號「星星」的暗示，象徵著樂觀、洞察力和希望。有著動作快速、高精密度、攻擊力強大的近距離威力型替身，在近距離戰鬥堪稱無敵，亦可以接住手槍子彈、描繪照片中的蒼蠅素描。其身體部份亦能產生變形（如將手指伸長攻擊對手的招數流星刺指）。眼力非常好，可以當做望遠鏡以及顯微鏡使用。
白金之星•世界（Star Platinum The World）
【破壞力-A / 速度-A / 射程距離-C / 持續力-E / 精密度-A / 成長性-C】
與迪奧決戰時，因被迪奧激怒到極點，能發動「時間暫停」之能力長達5秒。
白金之星·超越天國（Star Platinum Over Heaven）
遊戲《天國之眼》中登場，白金之星·世界的進化版，具有「把承太郎的想法化為事實」的能力，可以說是全系列中堪稱史上最無敵的替身。
喬瑟夫·喬斯達（Joseph Joestar）
日本配音：内海賢二（廣播劇CD・第1卷、第3卷）；納谷悟朗（廣播劇CD・第2卷）；大塚周夫（OVA版）；大川透（對戰型格鬥遊戲）；杉田智和（電視動畫版第二部、ASB版）；石塚運昇（電視動畫版第三、四部、EoH版、SS版）
海外配音：馬伯強（台灣）
承太郎的外公，67歲。第二部《戰鬥潮流》的主角JoJo。在第二，三部的故事之外、於第四部中都有擔任配角。
是系列作中唯一一個能使用波紋氣功的替身使者，但隨著年齡增長和自身怠於鍛鍊，在本作時波紋能力大不如前。為了處理外孫承太郎的替身而來日本，同時亦道出迪奧與喬斯達一家的恩怨，因為迪奧復活了，而其女兒因替身出現而昏倒，故決定跟承太郎等人到埃及打倒迪奧，相當於承太郎一行人中的領隊。其替身以力量來說較弱，但在戰鬥中卻能以其足智多謀的思維，充分利用環境地形、敵人的弱點以至伙伴擅長的能力克敵制勝。貌似對飛行十分壞運，在劇中每次乘搭飛機幾乎都有墜機的紀錄。
紫色隱者（Hermit Purple）
【破壞力-D / 速度-C /射程距離-D /持續力-A / 精密度-D / 成長性-E】
塔羅牌第9號「隱者」的暗示，象徵著內省和沉思。紫色藤蔓外形替身，能當作繩索使用及於遠距離（10米）攻擊，同時能傳遞波紋。敲打相機、電視機或沙地等能顯示畫面的物品，可以製作「念寫」。
穆罕默德·阿布德爾（Mohammed Avdol）
配音：大塚明夫（日本・廣播劇CD版）；小林清志（日本・OVA版）；江川央生（日本・對戰型格鬥遊戲版）；江原正士（日本・ASB版）；三宅健太（日本・電視動畫版、EoH版）；林谷珍（台灣）
喬瑟夫在第三部主線劇情開始三年前認識的朋友。埃及開羅人，年齡是25至30歲。。身高188公分，體重90公斤。既是占卜師也是天生的替身使者。雖然他性格嚴肅，意志堅定。對沿途的地理、文化和替身有著豐富的知識。是喬瑟夫的最佳搭檔。故事開始的四個月前，阿布德爾在開羅遇到了DIO，差點被DIO的肉芽操控，但多虧喬瑟夫事先告訴了他關於DIO的事情，最終他死命地逃了出來。根據小說《流浪狗伊奇》提到，阿布德爾出生於埃及開羅，父親是是一名軍人。母親是街上的占星術師。在阿布德爾還很小時候，父親於六日戰爭中為了保護戰友而被手榴彈炸死。阿布德爾的童年和他的母親一直生活在開羅一個以不安全而聞名的貧民窟。然而不久後母親在開羅發動大規模槍擊時，以肉身保護一個小女孩，被巴勒斯坦民兵殺害。阿布德爾受到了父母悲慘但英勇的犧牲所鼓舞，造就了他日後强烈的責任感和正義之心。願意為夥伴獻身。之後他被一位富有的女性雇傭成為她的私人助理。有一次，阿布德爾在英國的一個聚會上遇到了喬瑟夫·喬斯達，兩人成為了朋友，在喬瑟夫的委託下參與了抓捕橫行於紐約的流浪狗之王伊奇的行動。、其後跟承太郎等人一起前往埃及對付迪奧。他對塔羅牌、替身等資訊知之甚詳。在印度時被J·凱爾及荷魯·荷斯打成重傷一度退場，在紅海回到隊伍中繼續旅行。在抵達迪奧大屋後，為了救波魯納雷夫及伊奇而遭到瓦尼拉·艾斯的替身奇襲、化為灰塵而亡。在波魯納雷夫擊敗瓦尼拉·艾斯後，阿布德爾與同樣戰死的伊奇靈魂化為一陣金色的風與波魯納雷夫道別。
根據個人資料顯示，阿布德爾最喜歡的食物是壽司，而在電視動畫版中，他表現出對日本茶道的喜愛，表明他對日本習俗很感興趣。
姓氏的由來是美國歌手寶拉·阿巴杜
紅色魔術師（Magician's Red）
【破壞力-B / 速度-B /射程距離-C / 持續力-B / 精密度-C / 成長性-D】
塔羅牌第1號「魔術師」的暗示，象徵著新的開始和物質世界與精神世界的統一。紅色鳥頭人型替身，能操縱火焰，放出感應熱能的探測器。擅長操控連鐵都能融化的灼熱火焰，進行中距離戰鬥，也擅長簡單的近身戰。效果單純但威力強大，必殺技是射出十字形狀火焰的“十字火焰颶風”，以及將燃燒的十字火分裂成數個碎片並發射出去的“交火颶風特技”。
花京院典明（Kakyoin Noriaki）
配音：速水獎（日本・廣播劇CD版）；鈴置洋孝（日本・OVA版）；真殿光昭（日本・對戰型格鬥遊戲版）；遊佐浩二（日本・ASB版）；平川大輔（日本・電視動畫版、EoH版）；李景唐（台灣）
轉至承太郎就讀高中的轉學生。17歲，身高178公分，體重65公斤，血型A型。擁有英俊的面容，在旅行中遇到的女性都為他傾倒。
在故事開始前的數個月，全家至埃及旅遊時遇到迪奧，被他控制之後成了他的手下。之後在高中醫務室，他用替身綠色法皇控制保健室老師與承太郎戰鬥但最終被承太郎打敗，操控他的肉芽也被承太郎清除，為了報答承太郎並參與前往埃及的旅程，卻沒有和家人交代。旅途至埃及時，因為恩多爾的替身能力造成雙眼受傷暫時退場，在找到DIO的根據地前才回歸隊伍。
和阿布德爾和波魯那雷夫一樣，他是天生的替身使者，但由於只有替身使者才能看見替身，自小因為家人和學校的同學無任何人能看見自己的「綠色法皇」，使得他十七年來的人生過得相當孤獨，然而在遇見了承太郎等人之後，儘管只相處了五十天，卻認為他們是一生中最好的朋友。在團隊中謙虛有禮，溫文冷靜，同時頭腦淸晰，分析和觀察力特強。是唯一一個看穿死神十三的陰謀和DIO替身能力本質的人。也精通世事，例如喜歡和波魯那雷夫講黃色笑話。
與迪奧的對決中，用綠色法皇佈下「法皇結界」以解開「世界」這替身的能力之謎，卻瞬間被迪奧重創。臨死前成功揭發了DIO替身能力的真面目，並且給喬瑟夫留下了暗示，再由喬瑟夫傳遞給承太郎，令承太郎與DIO戰鬥時有所防備，也令他逐漸掌握到在暫停時間的世界中行動的竅門。
他掛著一對櫻桃耳環、愛吃櫻桃，會把櫻桃放在舌頭上舔來轉去，發出「咧囉咧囉」(レロレロ)的聲音，因此被大量做成迷因。他也擅長打電視遊樂器。在番外漫畫《瘋狂‧鑽石之惡靈的失戀-》透露有位名為涼子的表妹，迪奧死後十年，涼子為其逝世難以忘懷，但因為涼子誤撿波因哥的預言漫畫延伸連串風波。花京院典明的靈魂透過鸚鵡替身使者佩特桑能力的影響，與已成年的涼子重逢，並表明生前參與遠征之行討伐迪奧的意義非凡，讓涼子解開心結和擺脫仮賴谷一樹的控制。
姓氏的由來是作者故鄉宮城縣仙台市自江戶時代起的古剎「花京院」。
綠色法皇（Hierophant Green）
【破壞力-C / 速度-B /射程距離-A /持續力-B / 精密度-C / 成長性-D】
遠程操作型。塔羅牌第5號「教宗」的暗示，象徵著傳統和順從。綠色網狀花紋的人型替身，身體能自由拉長變形甚至分解成帶子的形狀，被承太郎形容像一個發光的哈密瓜，設計的印象也是哈密瓜，在敵我雙方看著平衡的同時被分配了顏色，變成了綠色。能侵入人體內控制對方、噴射出綠色寶石狀物體做為攻擊，絕招為綠寶石水花噴射。射程很寬，100 m 以上可以分開。 雖然單純的力量並不高，或者利用射程到處探測异物，觸摸後可以製造發射“綠寶石飛濺”的“結界”。
約翰・皮耶爾・波魯納雷夫（Jean Pierre Polnareff）
配音：山口健（日本・廣播劇CD版）；森功至（日本・OVA版）；垂木勉（日本・對戰型格鬥遊戲版）；平田廣明（日本・ASB版）；小松史法／藤村步〈童年時期〉（日本・電視動畫版、EoH版）；孫誠／楊詩穎〈童年時期〉（台灣）
簡稱為「 J·P ·波魯納雷夫」，法國人，22歲，有一個叫雪莉（Shelly Polnareff，配音：小松由佳（日本）；張乃文（台灣））的妹妹。
法國人，曾是迪奧的手下，因為了找出殺害其妹妹雪莉的兇手而跟隨迪奧，在香港的茶樓裡與承太郎等人會面並於虎豹別墅交戰，但敗給穆罕默德·阿布德爾，為了表示對對手的尊重，放棄使用阿布德爾所給的小刀自殺，決定自己承受火焰燃燒而死，後因阿布德爾被他的精神打動而被阻止，被迪奧所植入的肉芽亦被承太郎所拔掉，最後加入承太郎一行人，踏上對迪奧和殺妹仇人的復仇之旅。
他外貌的特色是朝天直豎的頭髮和單邊肩帶的黑色背心。他的性格幽默而風流，具有騎士道精神，直率但有些魯莽，因為這樣的個性導致其經常惹禍上身，是第三部主角團中最常被捲入戰鬥的成員。
又譯波魯那雷夫。姓氏由來是法國歌手麥可·波魯納雷夫（Michel Polnareff）。
在OVA版中，初戰地點改為Forever/猩猩替身的船上。
銀色戰車（Silver Chariots）
【破壞力-C / 速度-A /射程距離-C /持續力-B / 精密度-B / 成長性-C】
塔羅牌第7號「戰車」的暗示，象徵著入侵和勝利。銀色騎士人型替身，手持西洋劍，劍刃能像弓箭一樣射出。擁有高速與高精密度，能製造出殘像。如果脫下鎧甲就能有更高的速度。
在第五部中進化成「銀色戰車鎮魂曲」，但不受本體控制，後來被布加拉提殺死。
伊奇（Iggy）
配音：真殿光昭（日本・對戰型格鬥遊戲）；千葉繁（日本・ASB版）；福圓美里（日本・電視動畫版、EoH版）；梁群（台灣）
是一隻有血統證明書及高智慧的波士頓㹴犬，喜歡吃咖啡口味的口香糖。嗜好是用嘴拔人的頭髮並放屁。原本是富有人家飼養的家犬，但因智商很高，漸漸地看不起包括主人在內的所有人類，逃家後成為紐約的流浪狗之王，自由自在地生活著，在SPW財團發現其替身能力後被喬瑟夫和阿布德爾捕捉，故事中段加入承太郎一行人。他對於自己莫名其妙被捲入與迪奧的戰鬥十分不滿，性格十分高傲，初登場時完全不協助承太郎等人，一直到進入迪奧大屋前才開始參與戰鬥。
無意間找到迪奧的根據地，並發現了守門的替身使者——獵鷹佩特夏，原欲避免交戰且沒有打算告訴喬瑟夫等人想低調離開，但之後卻在救下一名即將遭其殺害的無辜愛狗少年後與之大打出手，雖然靠著臨機應變而成功擊殺對方，卻也被對方凌厲的攻勢打得遍體鱗傷，左前肢更因此被斬斷。對此感到憤怒的伊奇，一改以往冷漠的態度，帶領喬瑟夫等人前往DIO宅邸。進入迪奧的大屋後，在波魯納雷夫和瓦尼拉·艾斯戰鬥時，由於利用替身偽裝成迪奧意外激怒了對方，在舊傷未癒的情況下遭到瓦尼拉·艾斯毆打，陷入瀕死狀態，最後用替身保護了波魯納雷夫而戰死。死後，他與阿布德爾一同化作黃金幻影，出現在擊敗香草冰的波魯那雷夫面前，與她道別後升天而去。
名字的由來是美國歌手伊吉·帕普。
愚者（The Fool）
【破壞力-B / 速度-C /射程距離-D /持續力-C / 精密度-D / 成長性-C】
塔羅牌第0號「愚者」的暗示，代表天真和自發性。由沙構成的替身，外型類似機械四足動物，頭部帶有羽毛裝飾和部落面罩。能自由自在地變化，能操縱沙子，也能在空中滑翔。物理攻擊對此替身完全無效，防禦力非常高。

### 塔羅牌替身使者
格雷普萊（Gray Fly）
配音：真殿光昭（日本・對戰型格鬥遊戲）；長克巳（日本・電視動畫版、EoH版）；馬伯強（台灣）
DIO派出的第一位反派刺客，是個個性極為殘忍，製造過多起大型交通工具意外大規模殺害旅客以勒索金錢和貴重物品而聞名的老人。他的舌頭上有一個與替身形狀相同的凹陷。於從東京飛往香港的飛機上假扮成無關乘客，攻擊喬斯達一行人，假裝被花京院一拳打暈，與其展開替身戰。他憑藉著自己驚人的速度躲過了綠色法皇的“綠寶石水花”，並用“灰塔”重傷了綠色法皇，然而，他沒有意識到自己已經被逼入一個難以躲避攻擊的狹窄空間，被藏在附近的綠色法皇的觸手撕成碎片，最終敗下陣來。雖然他只是為了錢才被雇用的，但對DIO極其忠誠，死前大力讚美DIO的偉大。隨後，他宣布除了他之外還會有其他替身使者刺客襲來。
名字取自於美國樂手格林·佛萊。
灰塔（Tower of Gray）
【破壞力-E / 速度-A /射程距離-A /持續力-C / 精密度-E / 成長性-E】
塔羅牌第16號「高塔」的暗示，象徵著因意外和混亂而中斷的旅程。巨大鍬型蟲型替身，擁有極強的殺傷力和速度，擅長用嘴裡名為“塔針”的鏈狀伸縮器官撕扯人類的舌頭。
冒牌提尼爾船長（Impostor Cap Tennille）
配音：竹本英史（日本・對戰型格鬥遊戲）；玄田哲章（日本・電視動畫版、EoH版）；林谷珍（台灣）
在香港殺害並假冒史比特瓦根財團派出的船長。肺活量很大，自稱個人最佳潛水時間為6分12秒。於前往新加坡的海上被空條承太郎揭發真實身分，他把承太郎拖入海中，試圖用替身製造劇烈的漩渦並釋放鋒利的鱗片來終結他，但被白金之星用「流星指刺」打敗，隨後死亡。
名字取自於美國音樂組合Captain & Tennille。
暗藍之月（Dark Blue Moon）
【破壞力-C / 速度-C /射程距離-C /持續力-B / 精密度-C / 成長性-D】
塔羅牌第18號「月亮」的暗示，象徵著未知的世界與恐怖。半人半魚的替身，擅長水中戰鬥。鱗甲十分堅硬銳利，能發射出去攻擊。碰觸任何物體都可以使用藤壺寄生，藤壺會吸取生物能量。能控制水流並引發漩渦。
Forever
配音：真殿光昭（日本・對戰型格鬥遊戲）；山口勝平（日本・電視動畫版、EoH版）
恩雅婆婆派來的七名刺客之一。一隻具有高度智商的紅毛猩猩，舉止傲慢，自詡聰慧，並對裸體的人類女性表現出興趣。駕船出現在漂流於南海的喬斯達一行人面前，並將他們引誘上船並殺死了提尼爾船長的所有船員，最後被白金之星用流星指刺彈中的鈕扣擊傷頭部，並露出腹部乞降，但承太郎認為身為一隻動物所做的行為實在太超過了，因此被白金之星爆打一頓，隨後墜海死亡。
名字取自於武當幫於1997年的專輯《Wu-Tang Forever》。
力量（Strength）
【破壞力-B / 速度-D /射程距離-D /持續力-A / 精密度-E / 成長性-E】
塔羅牌第8號「力量」的暗示，象徵韌性、同情心和自信。與一艘小船同化，外型為一艘大貨輪，能自由控制船外觀和內部的結構和設施。由於它被綁定在一艘小得多的船上，即使非替身使者也能看見。
詛咒的迪波（Devo the Cursed）
配音：岸祐二（日本・對戰型格鬥遊戲）；石塚運昇（日本・ASB版）；樫井笙人（日本・電視動畫版、EoH版）；林谷珍（台灣）
恩雅婆婆派來的七名刺客之一。受僱於眾多政商巨賈，被稱為「美洲印第安薩滿」。 他在替身使者中也很有名。由於其替身屬性——憎恨對手會使其變得更加強大——他渾身佈滿了無數的傷疤，這些傷疤都是他故意造成的，目的是為了激起對方的仇恨。他趁波魯那雷夫獨自一人在新加坡的酒店房間時襲擊他，故意讓自己被襲擊，然後逃脫並使用放置在房間裡的人偶開始戰鬥。他利用銀色戰車無法在本體看不見的地方戰鬥的弱點，將他引到床下並束縛住，然後從床上攻擊，用此策略單方面限制波魯那雷夫。他將果汁和酒精灑在房間的地板上，並試圖用漏水的吹風機電死波魯那雷夫，但一面破碎的鏡子讓他確定了對手的位置，情況發生了逆轉。最後，波魯那雷夫將替身的整個身體（除了要害部位）剁碎並殺死。它的屍體被另一名員工打開它藏身的浴室發現。原作故事以波魯那雷夫筋疲力盡地與喬瑟夫等人重逢而結束，但TV動畫版中增加了在波魯那雷夫因涉嫌謀殺員工而接受警方訊問時喬瑟夫通過史比特瓦根財團拯救波魯那雷夫的場景。: 名字取自於美國搖滾樂團Devo。
黑檀木惡魔（Ebony Devil）
【破壞力-D / 速度-D /射程距離-A /持續力-B / 精密度-D / 成長性-B】
塔羅牌第15號「惡魔」的暗示，象徵著混亂和不幸。黑檀木惡魔的外型是一尊小型青銅雕像，基本設計是基於古代撒丁島的玩偶“bronzetti”，能夠附身於一個玩偶上，允許本體遠端控制它。玩偶的怨念和替身強度成正比，力量和速度甚至會根據本體對目標的怨恨程度而增長。
拉伐索爾（Rubber Soul）
配音：岸祐二（日本・對戰型格鬥遊戲）；川田紳司（日本・電視動畫版、EoH版）；林谷珍（台灣）
恩雅婆婆派來的七名刺客之一。當喬斯達集團在新加坡尋找前往印度的機票時，拉伐索爾利用他的替身“黃色節制”偽裝成花京院的樣子。在承太郎和安的面前展現吞食甲蟲，以及毆打扒手的殘暴舉動，在纜車站被承太郎識破偽裝後。兩人於纜車上展開戰鬥，面對會被替身黃色節制吞噬的危險，承太郎跳出了纜車，拉伐索爾則偽裝成一位肥胖的女性進入另一輛纜車繼續追殺承太郎，於是承太郎被迫使用他祖父最後的秘密技能－逃跑，並在纜車底部砸出一個洞，把拉伐索爾拖入水中。這使得拉伐索爾在快要溺水的情況下被迫卸下替身的防禦來呼吸，承太郎趁機打斷了他的鼻子和下巴，然後盤問關於剩餘刺客的情況。拉伐索爾被迫托出了他們的塔羅牌名稱，分別是女帝、皇帝、死神13以及波魯那雷夫一直在追查的倒吊人。離開水面後，拉伐索爾讓黃色節制吸收了龍蝦，穿過排水管打算襲擊承太郎，同時得意洋洋地表示，接下來的獎勵比職業拳擊手打一場還要豐厚。然而，承太郎用白金之星猛擊排水管製造出高壓水柱打破了下水道，將拉伐索爾沖上水柱後把他打到再起不能。
名字取自於披頭四於1965年的專輯《橡皮靈魂》。
黃色節制（Yellow Temperance）
【破壞力-D / 速度-C /射程距離-E /持續力-A / 精密度-E / 成長性-D】
塔羅牌第14號「節制」的暗示，象徵對立與和諧的融合。黃色黏液外型，能將本體變成任何外型，會啃食並同化接觸的有機物。由於直接與包裹其身體的血肉相連，因此可以被非替身使用者看到。黃色節制的整個身體會快速而劇烈地吞噬東西，能夠在短短的時間內吃掉一條狗的屍體和整隻龍蝦。當黃色節制只是放在別人身上的一小部分時，它就會開始覆蓋他們的整個身體，無論他們離使用者有多遠，它都會附著在他們身上並不斷擴散，直到完全吸收並殺死受害者。除非將受影響的身體部位完全切除，否則無法移除附著的黃色節制部分。此外它可以抵抗衝擊、燃燒和凍結，例如試圖用熱燃燒它會噴發繁殖，迅速蔓延到受影響的區域。試圖用寒冷凍結它則會變硬形成尖刺刺入受害者的肉體。然而，它無法彌補人類的弱點，例如需要呼吸。因此承太郎在纜車底部砸出一個洞，把拉伐索爾拖入水中。
荷爾·荷斯（Hol Horse）
配音：難波圭一（日本・廣播劇CD）；若本規夫（日本・OVA版）；安原義人（日本・對戰型格鬥遊戲）；大塚芳忠（日本・ASB版）；木内秀信（日本・電視動畫版、EoH版）；李景唐（台灣）
恩雅婆婆派來的七名刺客之一。身高188公分，和 J.凱爾搭檔的牛仔，在J.凱爾消滅之後趁隙逃走。個性具有風度，秉持不傷害女性的原則。後期前往埃及向迪奧報告始末，接觸到迪奧替身世界可怕力量的一角改從效忠發誓，強迫住院中的波因哥組成搭檔再度登場。因為自己的手錶快了2分鐘而未依波因哥的替身-托特神的預言，準時朝水管開口開槍好擊中另一頭的空條承太郎。空條承太郎因為波魯納雷夫打噴嚏而閃過荷爾·荷斯射出的子彈，子彈飛向天空旋轉了一圈又朝著預言書內畫的「承太郎」飛去，打穿書頁後擊中正看著預言書的荷爾·荷斯頭部，因而住院。
在番外漫畫《瘋狂‧鑽石之惡靈的失戀-》為主要角色之一，透露當年逃離迪奧宅邸時，救了部份被迪奧迷惑吸血的女性，同戰敗住院休養的波因哥逃出醫院時，正好目擊花京院典明斷氣前給承太郎提示迪奧能力線索的場面。在迪奧死後十年仍對其影響力心有餘悸，受先前波因哥預言失誤的事件影響，開始習慣配戴至少3條手錶在身上確認準確時間。認為瑪拉雅對迪奧的迷戀純粹是被迷惑。為了尋找失蹤鸚鵡替身使者佩特桑的行蹤，再度與波因哥合作，結果在杜王町巧遇喬瑟夫的私生子（承太郎的舅舅）東方仗助並決定與之聯手解決事件。因為與瑪拉雅重逢論及迪奧欺騙特質與認定受騙者是傻瓜時被對方攻擊，但瑪拉雅放手讓荷爾·荷斯和波因哥計畫他們任務的下一步。經過連串風波後救了花京院典明的表妹花京院涼子，隨著涼子從試圖解決到決定放過他，正式擺脫對迪奧的恐懼。完成任務準備離開杜王町返回埃及之際，認為小鎮還有其他替身使者，提醒仗助應多加小心，同時因為歐因哥被債主威脅，無奈同意幫助歐因哥向匪徒談判。
名字的由來是美國搖滾樂團霍爾與奧茲。人物原型可能受到了寺澤武一的漫畫《眼鏡蛇》的啟發，主角眼鏡蛇是一個手持槍支的亡命之徒，總是吸煙，並且有能力在視線之外發射射彈。
皇帝（Emperor）
【破壞力-B / 速度-B /射程距離-B /持續力-C / 精密度-E / 成長性-E】
塔羅牌第4號「皇帝」的暗示，象徵秩序和控制。手槍型替身，能擊發子彈，由於子彈也是替身的一部分，因此子彈能夠任意轉彎。
J·凱爾（J. Geil）
配音：千葉繁（廣播劇CD）；麦人（日本・OVA版）；安原義人（日本・對戰型格鬥遊戲）；立木文彦（日本・ASB版）；桐本琢也（日本・電視動畫版、EoH版）；馬伯強（台灣）
恩雅婆婆派來的七名刺客之一。同時也是恩雅婆婆的兒子，和他的母親一樣兩手都是右手，一生姦殺過多名女性，其中包括波鲁纳雷夫的妹妹雪莉。擁有一定程度的自信和狡猾。在戰鬥中喜歡遠程操控他的替身，利用其鏡像能力從意想不到的角度發動攻擊，出其不意地攻擊對手。於印度加爾各答襲擊波魯納雷夫、花京院和阿布德爾，並利用自己與荷爾·荷斯設計出的組合攻擊重傷了阿布德爾。波魯那雷夫被憤怒蒙蔽了雙眼，差點以同樣的方式喪命，但花京院及時救了他。兩人搭乘吉普車逃走時，倒吊人緊跟在後摧毀了吉普車。此時，波魯那雷夫推斷倒吊人的真正本質是由光構成，能夠在反射之間高速移動並從那裡發動攻擊。在猜出了位置和軌跡後，銀色戰車成功刺穿了倒吊人，暴露了J·凱爾的位置。隨後花京院和波魯那雷夫與J·凱爾對峙，然而卑鄙的J·凱爾砍傷一名男子的胸口以此設下陷阱。他召集了一群路人，讓倒吊人進入他們的瞳孔中快速移動偷襲波魯那雷夫。但花京院挫敗了這一詭計，他先是朝空中拋出一枚硬幣，趁著路人的注意力全集中在硬幣上，波魯那雷夫揚起沙塵遮蔽了所有人的眼睛藉此阻礙倒吊人繼續移動，並用銀色戰車斬殺了逃跑的倒吊人和J·凱爾。J·凱爾被最後一擊拋向空中，倒掛在一扇門上。花京院看到這樣的死法，說這下真的成為倒吊的人了。
名字取自於美國搖滾樂團J·吉爾斯樂隊。
倒吊的男人（Hanged Man）
【破壞力-C / 速度-A /射程距離-A /持續力-B / 精密度-D / 成長性-D】
塔羅牌第12號「倒吊人」的暗示，象徵著不同的視角。外形像纏著繃帶帶有機械元素的木乃伊。並且跟本體一樣有兩隻右手。可以從手腕伸出刀子攻擊敵人。真實本質是一個基於光的替身，存在於可反光的物體內，包括金屬、鏡子和眼球，攻擊鏡內目標的影像可同時造成實體傷害。在鏡面間以直線方式光速移動。讓人產生它居住在鏡子內的錯覺。
妮娜（Nena）
配音：豐口惠（日本・OVA版）；竹内順子（日本・對戰型格鬥遊戲）；雪野五月（日本・電視動畫版、EoH版）；張乃文（台灣）
恩雅婆婆派來的七名刺客之一。偽裝成印度貝拿勒斯的豪門千金美女，喜歡荷爾·荷斯，假裝被荷斯的騙術所蠱惑。替身透過血液寄生在喬瑟夫的右手臂上，本體則假裝中意同行的波魯納雷夫，分散其注意力，使年老的喬瑟夫孤身奮戰。最後替身被喬瑟夫灌入桶裝的柏油後凝固，再被喬瑟夫用當作繩索使用的紫色隱者強制分離後打敗。本體倒下時現出醜陋肥婆的原型，使波魯納雷夫心理嚴重受創。
名字取自於德國新浪潮音樂歌手妮娜。
女帝（Empress）
【破壞力-C / 速度-E /射程距離-A /持續力-A / 精密度-D / 成長性-D】
塔羅牌第3號「皇后」的暗示，代表優雅和繁殖的力量。肉瘤型的替身，本體會利用自己的血液與另一個人的皮膚接觸後變成一個大疣。寄生在對手身上吸取其力量逐漸成長。設計靈感來自印度佛像和恐怖媒體中的人面瘤。
ZZ
配音：江川央生（日本・對戰型格鬥遊戲）；岩崎征實（日本・電視動畫版、EoH版）；林谷珍（台灣）
只有手臂粗壯的細小男子。於印巴邊界對眾人步步進逼，終被空條承太郎打穿替身而敗北。
名字取自於美國搖滾樂團ZZ Top。
命運之輪（Wheel of Fortune）
【破壞力-B / 速度-D /射程距離-D /持續力-A / 精密度-E / 成長性-D】
塔羅牌第10號「命運之輪」的暗示，象徵著變化和不可預測性。汽車型替身，與一輛破舊敞篷車同化，設計基於20世紀60年代至70年代的美國汽車，但經過改造，看起來像動物。除具有普通汽車功能外，也能直接開上山壁、噴出高壓汽油攻擊或把輪胎變成鑽子。
恩雅婆婆（Enya Geil）
配音：深見梨加（日本・OVA版）；高木早苗（日本・對戰型格鬥遊戲）；三輪勝恵（日本・ASB版）；鈴木玲子（日本・電視動畫版、EoH版）；張乃文（台灣）
兩隻手都是右手，是J·凱爾的母親。用“箭”引發了DIO的替身的人。得知兒子死後，就極度憎恨殺死J·凱爾的波魯納雷夫。於巴基斯坦的山岳地區設下陷阱控制波魯納雷夫的行動，卻被空條承太郎識破迷霧中的幻覺後打敗抓走，後來被鋼鐵阿丹植入DIO的肉芽殺死。
名字取自於愛爾蘭獨立音樂家恩雅。
正義（Justice）
【破壞力-D / 速度-E /射程距離-A /持續力-A / 精密度-E / 成長性-E】
塔羅牌第11號「正義」的暗示，象徵著後果和認識他人的必要性。霧狀替身，當它具現化時，看起來像一個戴著一頂大皇冠的骷髏，只要對手身上有傷口便能潛入，將之變成圓洞並加以操縱，也能使人產生幻覺，範圍廣達一個小鎮。
鋼鐵阿丹（Steely Dan）
配音：真殿光昭（日本・對戰型格鬥遊戲）；岸尾大輔（日本・電視動畫版、EoH版）；梁群（台灣）
被DIO派來將恩雅婆婆滅口，一開始偽裝成於巴基斯坦喀拉嗤賣沙威瑪的小販。被空條承太郎打敗。由於戰鬥期間仗著替身挾持喬瑟夫的性命，屢屢羞辱和陷害承太郎，又牽連無辜小孩，因此成了劇中被承太郎歐拉連打得最久的一位。
名字的由來是美國爵士搖滾樂團史提利·丹。
戀人（Lovers）
【破壞力-E / 速度-D /射程距離-A /持續力-A / 精密度-D / 成長性-E】
塔羅牌第6號「戀人」的暗示。象徵著人與人之間的紐帶的形成。阿丹自稱這是世上最弱的替身，是個跟跳蚤差不多大小的超小型替身，能潛入對方的腦部。本身幾乎沒有任何力量，但射程距離廣達數公里。能使被替身控制者進行傷害同步並加倍，便是其自身所受傷害會傳達到被控制者身上。也可以利用替身在對方腦部植入DIO的肉芽。
多明諾（Arabia Fats）
配音：高木渉（日本・對戰型格鬥遊戲）；坂卷學（日本・電視動畫版、EoH版）；梁群（台灣）
一個胖子，搭乘設有鏡子的車子躲在阿拉伯聯合大公國沙漠風景跟蹤，後因為鏡中岩石的影子與真正岩石的影子方向恰為鏡像相反而被識破，被承太郎丟出石頭砸中打敗。
名字取自於美國節奏布魯斯和搖滾鋼琴家及創作歌手胖子多明諾。
太陽（Sun）
【破壞力-B / 速度-E /射程距離-A /持續力-A / 精密度-E / 成長性-E】
塔羅牌第19號「太陽」的暗示，象徵著富足、幸福和樂趣。一個超巨大的高溫球體，宛如真正的太陽。會發出高熱鐳射，難以接近。
曼尼
配音：長澤美樹（日本・對戰型格鬥遊戲）；大谷育江（日本・電視動畫版、EoH版）；張乃文（台灣）
恩雅婆婆派來的七名刺客之一。具有高度智慧的嬰兒，11個月大，是系列作中第一個嬰兒替身使者。於沙烏地阿拉伯境內攻擊承太郎等人，最後被唯一記住夢中提示的花京院所擊敗。後來被花京院陷害，吃下混有自己糞便的“美味”早餐，留下心理創傷，之後被送到下個城鎮。
名字取自於美國藍調樂手馬迪·沃特斯於1955年的歌曲〈Mannish Boy〉。
死神13（Death Thirteen）
【破壞力-C / 速度-C /射程距離-E /持續力-B / 精密度-D / 成長性-B】
塔羅牌第13號「死亡」的暗示，象徵著自我意識和轉變。形像是一個身披黑色長袍的人形生物。它戴著一個笑臉小丑面具，眼睛向下彎曲，臉上掛著詭異的笑容，並配有金屬手套、肩甲、衣領和高帽。只在夢中出現，能潛入目標的夢中進行攻擊。在夢中除了死神13以外的替身都無法出現，除非對象在沉睡前就叫出替身並保持至夢中。在夢中只有死神13的鐮刀可以殺人。無法從夢中清醒，只能從外部叫醒，且夢醒後不會有夢中記憶，除非把替身帶進夢裡。替身習慣大喊「啦哩霍」(Lali-ho)是出自《勇者鬥惡龍》系列中睡眠咒的原名。
卡梅歐（Cameo）
配音：高木渉（日本・對戰型格鬥遊戲）；大友龍三郎（日本・ASB版）；有本欽隆（日本・電視動畫版、EoH版）；梁群（台灣）
在紅海島上的地底埋伏、迷惑波魯納雷夫的男子。被波魯納雷夫與回到隊伍的阿布德爾聯手打敗。
名字取自於美國R&B樂團Cameo。
審判（Judgement）
【破壞力-B / 速度-B /射程距離-C /持續力-B / 精密度-D / 成長性-D】
塔羅牌第20號「審判」的暗示，象徵著重生和自我反思。人型替身，可以將他人的願望投射於泥土並用其製造出虛假的物品，但無法由審判消除。
蜜特拉（Midler）
配音：長澤美樹（日本・對戰型格鬥遊戲）；久川綾（日本・電視動畫版、EoH版）；張乃文（台灣）
一名女子，於紅海將喬斯達一行人搭乘的潛水艇擊沉之後，在海底成而巨大人面岩石吞噬喬斯達一行人。承太郎為脫困而打掉她整排牙齒，本體在岸上倒地不起。
另外，她的樣貌在漫畫原作並沒有描寫，電視動畫版有追加在一瞬間出現她的人影。1991年的RPG設定她以空中小姐的身分現身，後又在1998年由卡普空製作的2D對戰格鬥遊戲中直接由原作者將她設定為美女羅姆人的姿態出場。
名字取自於美國著名藝人貝蒂·蜜勒。
女教皇（High Priestess）
【破壞力-C / 速度-B /射程距離-A /持續力-A / 精密度-D / 成長性-D】
塔羅牌第2號「女祭司」的暗示，象徵著直覺和神秘知識。該外型參考非洲薩滿的服裝。是一個相當小的替身，能夠輕易地進入一個成年人的嘴裡。且因為動作靈活而難以被攻擊，鋒利的爪子可以輕易刺穿喬瑟夫的金屬義手。擁有變形和吸收任何類型無機物質的能力，無論是金屬、玻璃還是塑膠。甚至吸收海底的石頭而變得巨大。

### 埃及九榮神
恩多爾（N'Doul）
配音：中田浩二（日本・OVA版）；岸祐二（日本・對戰型格鬥遊戲版）；伊藤健太郎（日本・電視動畫版、EoH版）；李景唐（台灣）
9榮神最初的刺客。是一個盲人，但聽覺很敏銳，通過聲音和感覺來探索對方的位置，使用聽覺輔助用的拐杖，可以從地面的振動中準確地探測遠處對方的動作。儘管從小就雙眼全盲，但因為同時覺醒了替身能力，因此從來都不知道「害怕」為何物，直到有一次遇到了Dio，在懷着强烈恐懼的同時，也在有生以來第一次承認了自己的價值，因此對Dio宣示忠誠。將SPW財團機師殺害後接著襲擊喬斯達一行人。在被承太郎擊敗後，為了防止情報洩漏而自殺。遺體由承太郎埋葬在沙漠。
名字取自於塞內加爾歌手尤蘇·恩多爾。角色形象則來自日本俠客電影的主角盲劍客座頭市。
蓋布（Geb）
【破壞力-C /  速度-B /  射程距離-A /  持續力-B /  精密動作性-D /  成長性-D】
代表埃及9榮神的大地之神蓋布。遠距離操作型替身，最長距離為4公里 外型為帶有銳利爪子的獨臂狀水灘。因為是物質同化型，所以普通人也能看到。可以輕鬆穿透沙子等吸水物質。其移動速度快到足以追蹤並追上被拋出的物體。它可以進入目標的氣管使其窒息，像彈片一樣飛散，高速移動時還能產生類似鐮鼬的效果。由於本體沒有視覺，因此會透過聲音進行攻擊。
歐因哥（Oingo）
配音：高木渉（日本・對戰型格鬥遊戲版）；藤本隆巨集（日本・ASB版）；保村真（日本・電視動畫版、EoH版）；林谷珍（台灣）
和弟弟波因哥搭檔，照托特神的預言陷害承太郎一行人。為了躲避喬瑟夫等人的質疑而變身成承太郎，卻代替真正的承太郎被自己製作的炸彈炸傷。
在番外漫畫《瘋狂‧鑽石之惡靈的失戀-》透露歐因哥和波因哥出身家庭不富裕，父親經常酗酒且曾經抵賣波因哥的替身托特神（後來托特神回歸波因哥手裡），在迪奧死後十年仍然健在，兄弟倆借宿在瑪拉雅和肯尼·G棲身的酒吧長達一個月，但因為沒有支付房租令瑪拉雅不滿。荷爾·荷斯和波因哥完成尋回鸚鵡佩特桑的任務後，荷爾·荷斯提及歐因哥因為欠債被債主逮住，不得已向荷爾·荷斯求救請他向匪徒交涉。
名字取自於美國新浪潮搖滾樂團Oingo Boingo。
庫努姆（Khnum）
【破壞力-E /  速度-E /  射程距離-E /  持續力-A /  精密度-E /  成長性-E】
代表埃及9榮神的重生與創造之神庫努姆。一體同化型替身，將本體變身成其他人，連身高、體重、氣味甚至聲音也能模仿。由於賦予其使用者變形的能力。因此沒有任何型態。
波因哥（Boingo）
配音：高木早苗（日本・對戰型格鬥遊戲版）；菅沼久義（日本・ASB版）；熊井統子（日本・電視動畫版、EoH版）；張乃文（台灣）
與哥哥歐因哥搭檔，有自閉傾向。和哥哥一同按照照托特神的預言卻皆告失敗還被圍毆重傷住院（因為哥哥歐因哥按照預言揍了一名路人並拿走他掉下的錢包，結尾時，這名路人找來了很多人來找哥哥歐因哥算帳，因而和一起哥哥歐因哥被眾人圍毆成重傷）。之後在荷爾·荷斯的誘拐下組成搭檔。但在荷爾·荷斯討伐失敗之後，體悟到自己的替身價值是要用來造福人類的。但因在頓悟同時把木箱踢到天上，掉下時恰巧砸中伊奇，因而被伊奇咬了一頓送醫，和哥哥歐因哥一塊住院，性格變得更陰沉了。
在番外漫畫《瘋狂‧鑽石之惡靈的失戀-》為主要角色之一，透露歐因哥和波因哥出身家庭不富裕，父親經常酗酒且曾經抵賣波因哥的替身托特神（後來托特神回歸波因哥手裡）。在迪奧死後十年仍對其影響力心有餘悸，跟著哥哥借宿瑪拉雅和肯尼·G棲身的酒吧，與荷爾·荷斯再度合作協尋鸚鵡替身使者佩特桑。旅途中因為遵從托特神的預言將其拋棄，導致托特神輾轉流入花京院的表妹涼子和幕後黑手仮賴谷一樹手中，引發連串風波，波因哥更因為迷路而獲得東方仗助（喬瑟夫的私生子兼承太郎的舅舅）的外祖父東方良平照應並視為恩人，但自已同持發現托特神的本質與面對仮賴谷的生命威脅，獲得東方仗助所救。完成協尋佩特桑的任務和取回托特神後，波因哥臨行前從托特神的預言漫畫，看見東方良平未來被連續殺人犯安傑羅殺害的畫面，悲痛之餘仍強忍悲傷向良平隱瞞預言訊息，接著被荷爾·荷斯接走返回埃及。
名字取自於美國新浪潮搖滾樂團Oingo Boingo。
托特（Thoth）
【破壞力-E /  速度-E /  射程距離-E /  持續力-A /  精密度-E /  成長性-E】
代表埃及9榮神的書本之神托特。替身外型為一本漫畫書，普通人也能看見，替身本身沒有戰鬥能力。但是能透過將預言的內容以漫畫方式呈現，來預測機分鐘後的未來將發生的事。而且百分之百準確。即使漫畫被打出一個洞，也不會對本體造成傷害，
阿努比斯（Anubis）
配音：長嶝高士（日本・對戰型格鬥遊戲版）；松本保典（日本・電視動畫版、EoH版）；林谷珍（台灣）
【破壞力-B /  速度-B /  射程-E /  持續力-A /  精密動作性-E /  成長性-C】
代表埃及9榮神的冥府之神阿努比斯。替身形象是一個外型酷似阿努比斯的胡狼形半獸人。本體是500多年前死去的刀匠已故的卡拉班·薩拉伊。死後魂魄寄宿在刀刃身上。成為一把擁有自我意識的長刀，是系列作中第一個本體已死亡的替身，擁有將刀從鞘中拔出的人，或者接觸到刀身的人作為“新的本體”來操縱的能力，一次就能悉破對手的招式，成長能力快速驚人，並擁有穿透物體砍人與操控碰觸刀身的動物的能力。對於把自己從博物館的倉庫裏帶出來的Dio抱持感激之情並對其宣示忠誠。甦醒後先後憑依在農家青年恰卡（聲：勝杏里； 台灣：李景唐）、理髮店老闆康（聲：宇垣秀成； 台灣：林谷珍）身上，襲擊承太郎和波魯那雷夫之後又因不知情的警察強行介入而被不小心拔出，附身於波魯那雷夫身上與他的替身銀色戰車形成二刀流。結果不敵承太郎而被打成兩段，後段連同刀柄被白金之星打成粉碎，所附身的前段刀刃恰巧被路過吃糖的小男孩撿起，投向承太郎以進行攻擊。小男孩投擲同時卻被突然冒出來撿糖吃的伊奇絆倒，用力過猛而飛入尼羅河中沉底，只能等著鏽毀。
瑪拉雅（Mariah）
配音：長澤美樹（日本・對戰型格鬥遊戲版）；高垣彩陽（日本・電視動畫版、EoH版）；張乃文（台灣）
穿著紅色外袍、黑絲襪的短髮美女（彩色漫畫版為金髮碧眼；動畫版為銀色短髮），九榮神中唯一的女性。有抽菸習慣。雖然對喬瑟夫有好感，但更喜歡迪奧。用替身能力將喬瑟夫和阿布德爾吸在一起，害兩人被路人當成同性戀而大出洋相。喬瑟夫和阿布德爾兩人為了要擊倒瑪拉雅，使用紫色隱者顯示地圖，策畫了夾擊戰術，追擊瑪拉雅到一條街上，讓瑪拉雅得意忘形，以為自己才是把喬瑟夫和阿布德爾兩人逼入絕境。最後因喬瑟夫和阿布德爾兩人身上都帶著強烈磁性，同時又吸附著大量鐵製物品，本體被兩人當成肉墊夾困在中間而造成全身骨折住院。
在番外漫畫《瘋狂‧鑽石之惡靈的失戀-》透露在迪奧死後，經由SPW財團轉述獲悉迪奧生前的諸多惡行，接下來的十年間與肯尼·G結婚，隱居開羅市中心某個被高音薩克斯偽裝的廢棄酒吧，讓歐因哥和波因哥住宿店裡，但為兄弟倆沒付房租不滿，苦於經常出現有關迪奧的噩夢。與荷爾·荷斯重逢時，荷爾·荷斯論及迪奧欺騙特質與認定受騙者是傻瓜，令瑪拉雅不滿荷爾·荷斯利用波因哥而出手教訓對方一頓，但隨即允許荷爾·荷斯和波因哥計畫他們任務的下一步。
又譯瑪萊雅。名字取自於美國天后瑪麗亞·凱莉。
芭絲特（Bastet）
【破壞力-E /  速度-E /  射程距離-B /  持續力-A /  精密度-E /  成長性-E】
代表埃及9榮神的女神芭絲特。插座狀的替身，可以吸附在任何地方的岩石或鐵塊上，並將接觸到它的人變成磁鐵。磁力會根據本體與目標之間的距離而增大或減小，並且會隨著時間的推移而增強。
阿雷西（Alessi）
配音：垂木勉（日本・對戰型格鬥遊戲版）；小野坂昌也（日本・電視動畫版、EoH版）；林谷珍（台灣）
38歲，口頭禅是「真是了不起」。不敢面對大人，卻喜歡欺負小孩子。先是把波魯那雷夫變成小孩子（银色战车受其影响也变成小孩子形态且攻击力减弱），再讓波魯那雷夫中一次賽特神的影子攻擊，以為變成小孩子的波魯那雷夫沒甚麼威脅性，而中了波魯那雷夫的詭計，臉部被銀色戰車砍中，喊著「不了不起～」的口頭禅逃走。逃走時遇見承太郎，演了一齣戲避開承太郎的質疑，而這時變成小孩子的波魯那雷夫，引開了承太郎的目光，趁機用賽特神的影子攻擊，讓承太郎變回少年時期的狀態，因為幼時的承太郎沒有替身而小看承太郎。卻被小孩子承太郎以本體徒手使出替身的攻擊招式「歐啦歐啦」連續拳揍昏。醒來後又被恢復原貌的承太郎與波魯那雷夫用白金之星與銀色戰車聯手攻擊打飛出去。喊著「真了不起～」的口頭禅飛到了遙遠的彼岸去。
這個角色與波魯那雷夫的追逐戰場景致敬了電影《鬼店》。
名字取自於美國流行搖滾雙人組阿雷西兄弟。
賽特神（Sethan）
【破壞力-D /  速度-D /  射程距離-E /  持續力-C /  精密度-D /  成長性-D】
代表埃及9榮神的暴風雨和暴力之神賽特神。一體化型替身，附著在阿雷西的影子上，進入影子中的人年齡會變小而弱化能力與記憶，進入的時間過長甚至會變成胚胎。影子可以伸縮自如地操縱。使之返老還童的程度根據與影子接觸的時間。
丹尼爾 J. 達比（Daniel J. D'Arby）
配音：内海賢二（日本・OVA版）；岸祐二（日本・對戰型格鬥遊戲版）；石井康嗣（日本・ASB版）；銀河萬丈（日本・電視動畫版、EoH版）；李景唐（台灣）
賭博天才，達倫斯 T．達比的兄長。因為賭徒的原則就是只要沒發現耍老千，就不算作弊。所以用耍老千的方式賭贏波魯納雷夫（用2片魚乾吸引貓來吃，看貓是先吃左邊還是右邊，而貓是達比的寵物）和老謀深算的喬瑟夫。卻在與承太郎的撲克賭局中自誤，先是被承太郎的白金之星唬弄一頓，再被承太郎將與賭戰毫無關係的花京院和母親荷莉的靈魂一齊落注的氣勢嚇到，又恐懼賭輸就必須說出「迪奧替身秘密」而可能被滅口，使緊張的情緒到達頂點，終於頭髮發白地昏厥過去。戰後發現達比的牌組是K-鐵支，而承太郎的牌組是一堆爛牌（發牌的小孩子跟達比是一夥的，所以暗中發給達比一手好牌，發給承太郎一堆爛牌）。喬瑟夫和波魯納雷夫及敗在達比手下的賭徒的靈魂都獲得釋放。被阿布德爾評為即使是用非武力的心理戰也感覺到危險的「真正強悍的男人」。
在番外漫畫《瘋狂‧鑽石之惡靈的失戀-》透露在迪奧死後十年，東方仗助因為鸚鵡使者佩特桑的能力陷入幻境時，曾經從幻境中窺視迪奧過去和丹尼爾互動的經過：當時丹尼爾認為自已和迪奧平起平坐，但是迪奧表明達倫斯已服從自己，更在不畏丹尼爾在賭局出千的狀態將雙方手牌掉包，以氣勢懾服丹尼爾再將手牌歸還。迪奧讚揚丹尼爾在賭局表現的鎮定將其視為獲勝，同時表明這場賭局讓丹尼爾優勝意味日後不容失敗的貸款。丹尼爾在懼於迪奧之餘體認自己無法抵抗對方，正式成為迪奧的部下。
名字取自於美國歌手泰倫斯・特倫特・達比。
歐西里斯（Osiris）
【破壞力-E /  速度-D /  射程距離-D /  持續力-C /  精密度-D /  成長性-D】
代表埃及9榮神的冥府之神歐西里斯。具有奪魂能力的。在比賽前讓對戰對手發表“賭上靈魂”的宣言，不管宣言的手段如何，只要對方表示明確的意思就好，大多數遊戲都是通過多輪下注來決定勝負的，但無論如何，如果靈魂意識到自己“輸掉了遊戲”，那麼它就會在那一刻被擊敗，其靈魂會被提取出來並轉化為硬幣，而無需等到遊戲結束。連作為本體的丹尼爾 J. 達比也不例外。也可以為了將硬幣用作賭博的籌碼等而分割，被分割的硬幣全部作為一個靈魂來處理。並將其製成實體化的籌碼幣。即使不是對戰對手本人，朋友和親人的靈魂也可以作為賭博的對象，通過寫一筆證明文，不在場的人也可以發動替身。本體被擊敗化為硬幣的靈魂將自動回歸肉身；如果是已經失去肉身的人靈魂將會升天。
佩特夏/寵物店（Pet Shop）
看守迪奧大宅的游隼，性格相當兇殘，非常喜歡吃狗，會毫不留情地殺死任何擅闖者或他認為可疑的人。初登場時輕易地斬首了兩隻大狗，還用巨大的冰塊殺死受僱於阿布德爾尋找DIO宅邸的線人。撕毀了他手中DIO宅邸的照片，伊奇目睹了這一切，本不願捲入其中，直到看見佩特夏打算攻擊大狗的主人並出手相救，使得佩特夏察覺到伊奇也是替身使者，佩特夏追擊伊奇到下水道，被愚者製造的沙雕伊奇欺騙刺傷了胸口。自尊心受到傷害的佩特夏召喚替身荷魯斯的全部力量，開始凍結整個下水道。伊奇打算逃跑]，但被冰卡住了前腿無法動彈。眼看佩特夏從嘴裡射出冰柱攻擊，伊奇被迫砍斷自己的腿潛入尼羅河底部，躲藏在利用沙子製成的圓頂沙丘內，然而佩特夏很快就在水中發現了圓頂沙丘，射出冰柱持續轟炸。伊奇也變出沙臂，向佩特夏丟回一些冰柱反擊，打傷了佩特夏的一隻翅膀，於是，佩特夏冰凍周圍的水面試圖壓碎圓頂沙丘，並切斷了能連接地面給予氧氣的呼吸管，迫使伊奇挖洞逃生，並在設置好的地道中等著伊奇逃過來，再使用嘴巴發射冰炮給伊奇最後一擊，最終伊奇刻意將替身變回沙子，產生噴射壓力使出捨身攻擊，佩特夏在發射冰炮前一瞬間被伊奇咬住鳥嘴而死亡。
在番外漫畫《瘋狂‧鑽石之惡靈的失戀-》透露佩特夏和迪奧儲備的鸚鵡替身使者佩特桑同為迪奧手下的馴鳥師培育，迪奧操控佩特夏殺死了馴鳥師，將佩特夏歸為己有。在迪奧死後十年，出現在鸚鵡使者佩特桑創造的幻境攻擊東方仗助和波因哥。
名稱取自於英國樂團寵物店男孩。
荷鲁斯（Horus）
【破壞力-B /  速度-B /  射程距離-D /  持續力-C /  精密度-E /  成長性-C】
代表埃及9榮神的天空之神荷魯斯。替身形態如同翼龍的骸骨，是製造並操縱冰的替身，威力強大，即使在炎熱的埃及也能瞬間造出巨大的冰塊。替身能從六隻手臂射出冰柱。凍結自身周圍區域，或將冰柱狀的冰塊作為飛彈發射。它還可以多次發射。即使本體受傷，也能凍結傷口並止血。
達倫斯 T．達比（Telence T. D'Arby）
配音：竹本英史（日本・ASB版）；諏訪部順一（日本・電視動畫版、EoH版）；林谷珍（台灣）
迪奧大屋的管家，丹尼爾 J. 達比的弟弟。電玩遊戲高手，與花京院、承太郎進行電玩遊戲。因為其生日為1月15日，所以兩場遊戲皆有選擇號碼15號的角色。連熟稔電玩遊戲的花京院使出秘招也不敵而遭擊敗變成人偶。幾乎不會玩電玩的承太郎卻後來居上。雖以替身看出承太郎使詐，卻因看不穿其手法而焦躁。挫敗後被白金之星打飛。
又譯泰倫斯 T．達比。
亞圖姆（Atum）
【破壞力-D /  速度-C /  射程距離-D /  持續力-B /  精密度-D /  成長性-D】
代表埃及9榮神的最高創造之神亞圖姆。替身效果和哥哥類似，具有讀心術，能夠以是非題問答方式，藉由YES／NO來解讀對手心思。透過電玩遊戲與對手競賽，當對手的心中產生潰敗感時，可將其靈魂封印到實體化的人偶。

### DIO大宅
DIO
配音：若本規夫（日本・廣播劇CD）；田中信夫（日本・OVA版）；千葉一伸（日本・對戰型格鬥遊戲）；子安武人（日本・電視動畫版、ASB版、EOH版）；梁興昌（台灣）
第一部及第三部的最終反派。喬治．喬斯達的養子，第一部最後跟喬納森.喬斯達在船上同歸於盡並沉入大西洋。一百年後，有人打撈起DIO的棺材，令竊取喬納森身體的DIO復活。之後遇見恩雅婆婆，用「替身箭」引發了替身產生了替身能力，並以埃及為根據地擴大自己的勢力。在與承太郎的最終決戰時一度佔上風，但最後遭到承太郎反擊而死，遺體也在陽光照射下灰飛煙滅。
是作者第三個喜歡的反派，在最喜歡角色中排名第十。
世界（The World）
【破壞力-A /  速度-A /  射程距離-C /  持續力-A /  精密度-B /  成長性-B】
塔羅牌第21號「世界」的暗示，代表成就和下一個週期前的暫停。金黃色的人型替身，具有和白金之星不相上下的速度、精密度和破壞力，並且擁有時間暫停的能力。發動能力時、整個世界的時間會暫停，只有DIO能自由的活動。DIO一開始只能使用世界來暫停短短的一瞬間，練習之後提升到2、3秒，在與承太郎戰鬥時能暫停5秒，吸了喬瑟夫的血之後能暫停9秒。
不明（喬納森殘留的替身）
曾經使用過類似紫色隱者的念寫能力，但只出現過一次，根據《JoJo A-GO!GO!》的解釋，那是喬納森身體殘留的替身能力。
世界·超越天國
遊戲《天國之眼》中登場，世界的進化版，附加了「把DIO的想法化為事實」的能力。
瓦尼拉·艾斯（Vanilla Ice）
配音：青野武（日本・OVA版）；岸祐二、速水獎（日本・對戰型格鬥遊戲）；吉野裕行（日本・ASB版）；速水獎（日本・電視動畫版、EoH版）；李景唐（台灣）
DIO的親信。亦是本篇中最後一位和主角團戰鬥的DIO的手下。捨命效忠DIO，在DIO面前自盡後，接受DIO的血成為吸血鬼。對那些貶低DIO的人表現出極度的厭惡。他先是用替身偷襲殺死了阿布德爾，當識破伊奇利用愚者的沙子偽裝的假DIO時，認為「雖然知道是假的，但自己還是攻擊到DIO」而暴怒，用自己的腳反覆狠踹了伊奇，造成牠最終傷重死亡。最後在與波魯納雷夫一戰中，被波魯納雷夫的計算下遭陽光曝曬而亡。
名稱取自於美國饒舌歌手Vanilla Ice
瘂空瘴氣（Cream）
【破壞力-B /  速度-B /  射程距離-D /  持續力-C /  精密度-C /  成長性-D】
替身外型是一個高大、戴著類似於劊子手頭巾的面具有著頭骨臉的人形怪物。當瘂空瘴氣使用能力時會以一個移動的空球的形式出現，穿過它穿過的任何物體或人。第二種狀態則是吞噬自己的下半形成圓球狀的空隙。以替身為中心點製造出球型的毀滅空間，進入範圍內的所有物體都會被立刻粉碎消滅，速度快、破壞力強，無法抵禦。所以本體不會受到任何傷害，但本體的視覺也會因而受限。
名稱取自英國樂團Cream。替身外型參考劊子手和死神的常見形象，特別是中世紀法國劊子手砍下被判刑者頭部的概念。
肯尼G（Kenny G.）
配音：高木涉（日本・對戰型格鬥遊戲）；柳田淳一（日本・電視動畫版、EoH版）
躲在DIO大屋牆壁裡製造幻像，令眾人覺得大宅深邃無比的替身使者，被伊奇的嗅出後一擊而倒。番外漫畫《瘋狂‧鑽石之惡靈的失戀》透露在迪奧死後十年間與瑪拉雅結婚，隱居在開羅市，用替身能力創造出廢棄酒吧的幻影藏匿行蹤。歐因哥與波因哥借宿在夫妻倆的酒吧長達一個月，但由於兄弟倆沒有支付房租，引起瑪拉雅的不滿。
名稱取自於美國薩克斯風演奏家肯尼·基。
Tenor Sax
【破壞力-E /  速度-E /  射程距離-D /  持續力-A /  精密度-E /  成長性-E】
可以製造幻覺，讓DIO的大宅變成迷宮。
呆頭鵝／傻小子（Nukesaku）
配音：岸祐二（日本・對戰型格鬥遊戲）；根本幸多（日本・ASB版）；奈良徹（日本・電視動畫版、EoH版）；林谷珍（台灣）
DIO的部下，吸血鬼，非替身使者，能力是在後腦長出女性（配音：山村響（日本）；張乃文（台灣））的臉孔。原先偽裝成被綁架的人類女性，但因為是以背後面向承太郎等人，導致其左右手位置異常而立刻被拆穿。

### 其他角色
荷莉·喬斯達（Holy Joestar）
配音：深見梨加（日本・廣播劇CD版）；佐久間玲→安藤亞里沙（日本・OVA版）；高木禮子（日本・電視動畫版、EoH版）；張乃文（台灣）
空條承太郎的母親，空条貞夫妻子，喬瑟夫和絲吉Q的女兒，東方仗助同父異母的姊姊，日本名為「空條聖子」（Kujo Seiko）。替身使者，因DIO復活令其替身慢慢出現在承太郎眼前，精神身體承受不了而病倒。在DIO死後，她的病也隨之痊癒。
不明
藤蔓型替身，效果不明。是JOJO系列作中唯一明確表示會對本體有自發性危害的替身。
絲吉Q（Susie Q）
配音：齊藤庄子（日本・廣播劇CD版）；來宮良子（日本・第三部OVA版）；小島幸子（日本・電視動畫版、EoH版）；張乃文（台灣）
喬瑟夫的妻子，荷莉的母親，空條承太郎的外祖母，東方仗助的嫡母。為了探望重病的女兒從美國來到日本。在本作中只有短暫地出場。在第四部沒有出場但設定是健在，並從承太郎口中說出喬瑟夫在外面有私生子（庶子）而大發雷霆。
安（Ann）
配音：吉田小南美（日本・廣播劇CD版）；竹内順子（日本・對戰型格鬥遊戲版）；釘宮理惠（日本・電視動畫版、EoH版）；張乃文（台灣）
喬斯達一行人在旅途中在香港外海的船上遇到喬裝成小男孩的離家出走少女。在原作中沒有名字。
承太郎擊敗假提尼爾船長和Forever之後原本在新加坡道別。後來又在喬斯達一行人從印度進入巴基斯坦時搭便車同行，最後在承太郎打敗命運車輪之後強行送回香港。電視動畫版追加在當地的機場道別，並在飛機起飛之前得想起承太郎是為了救母親而旅行說出鼓勵的話給承太郎。
威爾森·菲利浦斯（Wilson Phillips）
日本配音：瀧口順平（日本・OVA）；佐藤正治（日本・對戰型格鬥遊戲版）；長（日本・電視動畫版、EoH版）；林谷珍（台灣）
人在埃及的美國參議院議員，他的座車被DIO強行坐上。初登場時，面對DIO的暴行、他仍然展現紳士風度，但在門牙被拔掉之後就顯現出憤怒、精神崩壞，最後被DIO當成人肉砲彈丟出而死。
又譯威爾森·菲利浦。名稱取自於美國女子三人重唱組合威爾森·菲利浦。
花京院涼子（Kakyoin Ryoko）
番外漫畫《瘋狂·鑽石之惡靈的失戀》登場角色，花京院典明的表妹，東方仗助（空條承太郎的舅舅兼喬瑟夫的私生子）的同校學姊。為了紀念已故的表兄蓄著相似的瀏海，十分忌諱別人取笑瀏海造型。神奈川縣出身。兒時曾經和花京院典明前往埃及旅行，迷路時遭遇迪奧並目擊花京院典明被植入肉芽的場面。花京院典明過世十年後，考上了京都的大學準備從高中畢業，仍對他的離世耿耿於懷，試圖查出表兄遇害的真相。祭奠表兄的回程途中誤撿波因哥的替身「托特神」而暫時獲得能力，因緣際會認識了東方仗助和荷爾·荷斯，偕同東方仗助和荷爾·荷斯尋找鸚鵡替身使者佩特桑，但也一度被仮賴谷一樹利用佩特桑能力短暫控制，在幻境中理解了花京院典明偕同承太郎等人對抗迪奧的經歷。得知荷爾·荷斯是迪奧手下時一度心生殺意，但經過花京院典明靈魂現身、與荷爾·荷斯會談的事件決定放過對方，正式走出花京院典明離世的陰霾。結局時抱著緬懷表兄的心情與獲得仗助開導離開杜王町，準備前往京都，臨行前拒絕仗助的告白，仍讚揚了仗助的髮型。
仮賴谷一樹（Karaiya Kazuki）
番外漫畫《瘋狂·鑽石之惡靈的失戀》登場的反派角色，杜王町的警察，東方良平（仗助的外祖父）的警界下屬。表面和善，實則陰險不擇手段，視人命如草芥。過去祖父在瑞士聖莫里茲從事臥底任務時正好目擊究極生物卡茲的存在，更得到了究極生物的「知識」，受祖父的耳濡目染影響對屹立於世界頂點執念甚深。曾經假意安排迷路的波因哥前往旅館暫住，過程中暫時取得了波因哥的替身「托特神」，是盜走迪奧·布蘭度曾經飼養的替身使者鸚鵡佩特桑、利用佩特桑能力威脅反社會的大學生清原幸治、在杜王町作亂和綁架控制涼子的罪魁禍首，與仗助等人為敵。後期以犧牲部份耳垂肉的代價餵食佩特桑取得替身能力所有權，與仗助交手時一度用佩特桑的幻術壓制對方，但是仗助出拳攻擊佩特桑的鳥喙，讓佩特桑無法忠實再現引發幻覺的聲音而被削弱能力。最終被仗助以「瘋狂鑽石」的能力打成人肉熱汽球飛走，降落至建築工地附近的樹上，被良平逮捕時精神已經陷入瘋狂狀態。暫時持有的「托特神」則被仗助回收交還給波因哥。
佩特桑（Pet Sounds）
番外漫畫《瘋狂·鑽石之惡靈的失戀》登場的關鍵角色，迪奧飼養的擁有替身能力的鸚鵡，與佩特夏同為迪奧手下的馴鳥師培養。能力是記錄聲音，讓被攻擊者耳邊響起被記錄的某段聲音，讓被攻擊者潛意識中出現聲音發出時場景的幻覺，同時重複聲音發出時附近的其他對象正在進行的行為。當被攻擊的對象在替身能力生效時雙眼會轉變成有小孔的球狀。在其幻覺中被攻擊的話雖然不會真正受傷，但仍會感受到真實的痛覺。替身能力因外力解除後，被攻擊者會從口中吐出一大疊紙片，同時解除控制。缺點是替身能力者不能忠實地模擬出被記錄的聲音時便無法發揮作用，而且精神意志較強大者可自行掙脫控制。
由於未被迪奧用於作戰和引起事端，在《星塵鬥士》正篇逃過承太郎一行人的討伐，荷爾·荷斯推測其為迪奧為彌補不能在陽光底下活動而特意培養的替身使者。隨著培育佩特夏和佩特桑的馴鳥師背叛迪奧遇害身亡，轉由馴鳥師的母親收養佩特桑。迪奧死去的十年後，因為被神秘人士偷走，馴鳥師的母親委託荷爾·荷斯前往杜王町尋找佩特桑，促成荷爾·荷斯再度和波因哥合作、與東方仗助聯手。仮賴谷一樹逮獲佩特桑，利用其能力在杜王町為非作歹，更一度危及涼子、波因哥的性命，關鍵時刻因為佩特桑的能力讓已故的花京院典明靈魂現身開導涼子、東方仗助為涼子、波因哥解危，讓戰局產生轉折，加著仗助出拳打爛了佩特桑的鳥喙令能力無法發揮，讓憑藉佩特桑的仮賴谷一樹失去反擊手段敗北。事件落幕後被荷爾·荷斯裝進鳥籠並帶回埃及。
名稱取自於美國流行樂團沙灘男孩的專輯《寵物之聲》。

## 話數列表
| 卷数 | 日文標題 | 中文標題                  | 日文話數 | 中文話數 |
| ---- | -------- | ------------------------- | -------- | --- |
| 12   |          | 超級生物誕生!!之卷        |          | 被惡靈附身的男子之卷 |
| 13   |          | 迪奧的咒縛之卷            |          | 火焰魔術師之卷 惡靈的真面目之卷 星形胎記的男人之卷 戰慄的入侵者之卷 真正的仲裁者之卷 迪奧的咒縛之卷 幽波紋戰士之卷 危機四伏之卷 怪蟲襲擊之卷 |
| 14   |          | 無人船與猩猩之卷          |          | 銀色戰車 其①～③ 暗藍之月 其①～③ 力 其①～③ |
| 15   |          | 手槍比劍強之卷            |          | 惡魔 其①～③ 黃色節制 其①～④ 皇帝與倒吊男 其①～③                                                                                              |
| 16   |          | 戰鬥年資！之卷            |          | 皇帝與倒吊男 其④～⑥ 女帝 其①～④ 命運的車輪 其①～③                                                                                            |
| 17   |          | 恐怖的戀人之卷            |          | 命運的車輪 其④ 正義 其①～⑥ 戀人 其①～③ |
| 18   |          | 惡夢的死神13之卷          |          | 戀人 其④～⑥ 太陽 其①～② 死神13 其①～④ |
| 19   |          | 魔法神燈之卷              |          | 死神13 其⑤～⑥ 審判 其①～⑤ 女教皇 其①～③ |
| 20   |          | 柳丁炸彈之卷              |          | 女教皇 其④ 「愚者」伊奇及「蓋布神」恩多爾 其①～⑥ 「克努姆神」歐因哥及「托托神」波因哥 其①～③                                                 |
| 21   |          | 性感美腿之卷              |          | 「克努姆神」歐因哥及「托托神」波因哥 其④ 「阿努比斯神」其①～⑥ 「巴絲緹女神」瑪萊雅 其①～③                                                    |
| 22   |          | 消失於密室之中之卷        |          | 「巴絲緹女神」瑪萊雅 其④～⑥ 「塞特神」阿雷西 其①～⑤ 暗殺DIO？之卷                                                                            |
| 23   |          | 達比的收藏品之卷          |          | 賭徒達比 其①～⑥ 荷爾・荷斯及波因哥 其①～③ |
| 24   |          | 地獄守門者・佩特夏之卷    |          | 荷爾・荷斯及波因哥 其④～⑤ 地獄守門者・佩特夏 其①～⑤ 電玩高手・達比 其①～②                                                                    |
| 25   |          | 電玩高手・達比之卷        |          | 電玩高手・達比 其③～⑪ |
| 26   |          | 亞空瘴氣 瓦尼拉・艾斯之卷 |          | 亞空瘴氣 瓦尼拉・艾斯 其①～⑧ 絲吉・Q・喬斯達 前來會見女兒                                                                                    |
| 27   |          | DIO的世界之卷             |          | DIO的世界 其①～⑩ |
| 28   |          | 漫長之旅 再見了，摯友之卷 |          | DIO的世界 其⑪～⑱ 漫長之旅 再見了，摯友之卷                                                                                                   |

## 出版書籍
單行本
| 冊數 | 集英社        | 集英社                 |
| 冊數 | 發售日期      | ISBN                   |
| ---- | ------------- | ---------------------- |
| 12   | 1989年10月9日 | ISBN 978-4-08-851068-2 |
| 13   | 1989年12月5日 | ISBN 978-4-08-851069-9 |
| 14   | 1990年2月9日  | ISBN 978-4-08-851070-5 |
| 15   | 1990年4月10日 | ISBN 978-4-08-851215-0 |
| 16   | 1990年6月8日  | ISBN 978-4-08-851216-7 |
| 17   | 1990年8月8日  | ISBN 978-4-08-851217-4 |
| 18   | 1990年10月8日 | ISBN 978-4-08-851218-1 |
| 19   | 1990年12月4日 | ISBN 978-4-08-851219-8 |
| 20   | 1991年2月8日  | ISBN 978-4-08-851220-4 |
| 21   | 1991年5月10日 | ISBN 978-4-08-851564-9 |
| 22   | 1991年7月10日 | ISBN 978-4-08-851565-6 |
| 23   | 1991年9月10日 | ISBN 978-4-08-851566-3 |
| 24   | 1991年11月8日 | ISBN 978-4-08-851567-0 |
| 25   | 1992年2月10日 | ISBN 978-4-08-851568-7 |
| 26   | 1992年4月10日 | ISBN 978-4-08-851569-4 |
| 27   | 1992年6月10日 | ISBN 978-4-08-851570-0 |
| 28   | 1992年8月4日  | ISBN 978-4-08-851634-9 |

文庫版
| 冊數 | 集英社         | 集英社             |
| 冊數 | 發售日期       | ISBN               |
| ---- | -------------- | ------------------ |
| 8    | 2002年6月18日  | ISBN 4-08-617791-9 |
| 9    | 2002年6月18日  | ISBN 4-08-617792-7 |
| 10   | 2002年7月18日  | ISBN 4-08-617793-5 |
| 11   | 2002年7月18日  | ISBN 4-08-617794-3 |
| 12   | 2002年8月9日   | ISBN 4-08-617795-1 |
| 13   | 2002年8月9日   | ISBN 4-08-617796-X |
| 14   | 2002年9月18日  | ISBN 4-08-617797-8 |
| 15   | 2002年9月18日  | ISBN 4-08-617798-6 |
| 16   | 2002年10月18日 | ISBN 4-08-617799-4 |
| 17   | 2002年10月18日 | ISBN 4-08-617800-1 |

第3部 總集篇
| 冊數 | 集英社        | 集英社                 |
| 冊數 | 發售日期      | ISBN                   |
| ---- | ------------- | ---------------------- |
| 1    | 2013年7月5日  | ISBN 978-4-08-111062-9 |
| 2    | 2013年8月2日  | ISBN 978-4-08-111063-6 |
| 3    | 2013年9月6日  | ISBN 978-4-08-111064-3 |
| 4    | 2013年10月4日 | ISBN 978-4-08-111065-0 |
| 5    | 2013年11月1日 | ISBN 978-4-08-111066-7 |

函裝版（盒裝版）
| 冊數 | 集英社         | 集英社                 | 東立出版社     | 東立出版社             |
| 冊數 | 發售日期       | ISBN                   | 發售日期       | ISBN                   |
| ---- | -------------- | ---------------------- | -------------- | ---------------------- |
| 8    | 2014年6月4日   | ISBN 978-4-08-782839-9 | 2017年4月28日  | ISBN 978-986-431-919-0 |
| 9    | 2014年7月4日   | ISBN 978-4-08-782840-5 | 2017年6月23日  | ISBN 978-986-431-920-6 |
| 10   | 2014年8月5日   | ISBN 978-4-08-782841-2 | 2017年11月6日  | ISBN 978-986-431-921-3 |
| 11   | 2014年9月4日   | ISBN 978-4-08-782842-9 | 2018年1月3日   | ISBN 978-986-431-922-0 |
| 12   | 2014年10月3日  | ISBN 978-4-08-782843-6 | 2018年3月22日  | ISBN 978-986-431-923-7 |
| 13   | 2014年11月4日  | ISBN 978-4-08-782844-3 | 2018年5月31日  | ISBN 978-986-431-924-4 |
| 14   | 2014年12月4日  | ISBN 978-4-08-782845-0 | 2018年8月15日  | ISBN 978-986-431-925-1 |
| 15   | 2014年12月26日 | ISBN 978-4-08-782846-7 | 2018年10月1日  | ISBN 978-986-431-926-8 |
| 16   | 2015年2月4日   | ISBN 978-4-08-782847-4 | 2018年11月22日 | ISBN 978-986-431-927-5 |
| 17   | 2015年3月4日   | ISBN 978-4-08-782848-1 | 2019年2月14日  | ISBN 978-986-431-928-2 |

## 衍生作品

### 小說
《JOJO的奇妙冒險》（ジョジョの奇妙な冒険）（1993年、JUMP j BOOKS）
- 〈自沙漠啓程的地獄之旅（砂漠発地獄行）〉（著：關島真賴。全新編寫）
- 〈灼熱之沙的墓碑（熱き砂の墓標）〉（著：山口宏。收錄1993年於《Jump Novel》刊載的篇章）

以在非洲登陸後為中心描寫，有原創的替身使者登場。
| 集數 | 集英社        | 集英社             | 東立出版社    | 東立出版社             |
| 集數 | 發售日期      | ISBN               | 發售日期      | ISBN                   |
| ---- | ------------- | ------------------ | ------------- | ---------------------- |
| 全   | 1993年11月4日 | ISBN 4-08-703015-6 | 2009年3月12日 | ISBN 978-986-10-3215-3 |

### 廣播劇CD
以第三部為題材製作的廣播劇CD。內含CD、磁帶2個媒體。腳本由山口宏、演出由三間雅文、音樂由長谷川智樹負責。1992年至1993年發售，3枚CD全部6章。（叢書分類為：集英社磁帶書）

《JoJo的奇妙冒險 第1卷 空條承太郎登場之卷》
1992年12月發售、時長：54分07秒。
收錄內容

（第1章 沉默殺手。花京院典明～綠色法皇！）

（第2章 幻惑的旋律～STRANGE RELATION！）
原創故事。與DIO沒關係的替身使者「彈奏風琴的老人」（スタンド使いの老人）登場。

《JoJo的奇妙冒險 第2卷 阿布德爾之死之卷》
1993年3月發售、時長：62分19秒。
收錄內容

（第3章 戰慄的倒吊男～J．凱爾）

（第4章 皇帝的凶彈～荷爾．荷斯）
新增承太郎與荷爾·荷斯的原創戰鬥場景。
《〉
《JoJo的奇妙冒險 第3卷 DIO的世界之卷》
1993年7月發售、時長：59分54秒。
收錄內容
1. 
（第5章 DIO的世界．前篇）
2. 
（第6章 DIO的世界．後篇 漫長之旅 再見了，摯友）

配音
- 空条承太郎：梁田清之
- 喬瑟夫·喬斯達：内海賢二（第1卷、第3卷）、納谷悟朗（第2卷）
- 穆罕默德·阿布德尔：大塚明夫
- 花京院典明：速水奨
- J·P·波鲁那雷夫：山口健
- DIO：若本規夫
- 荷尔·荷斯：難波圭一
- J·凯尔：千葉繁
- 弹奏风琴的老人：永井一郎

### OVA
JoJo的奇妙冒險
1993年至1994年發佈。全6話、Part3後半部的動畫化作品，描述JOJO一行人登上埃及後的戰鬥。
JoJo的奇妙冒險 ADVENTURE
2000年至2002年發佈。全7話、Part3前半部的動畫化作品。
2007年5月25日時發售了收錄上述兩部動畫的DVD「JoJo的奇妙冒險 第3部 星塵鬥士 DVD-BOX」。
動畫中將原作的許多部分進行刪減及改編，將內容壓縮成13話，相較於2014年的電視動畫，本作較不貼近原作。

#### 製作團隊
- 原作 - 荒木飛呂彦
- 監督 - 北久保弘之（8-13）→二村秀樹、古瀬登（1-7）
- 企劃 - 後藤廣喜（8）→中野和雄、堀江信彦（9-13）→野村和史（1-7）
- 製作 - 安齋富夫（8）→山縣宏之（9-13）→酒匂幅彦、山中三千男、野村和史、川島晴男（1-7）
- 人物設計 - 羽山淳一
- Visual Works - 二村秀樹（1-7）
- 美術監督 - 南郷洋一（8-13）→桑原悟（1-7）
- 攝影監督 - 岡崎英夫（8-13）
- 數位影像合成 - 田中宏侍（1-7）
- 音樂編曲和安排 - Marco d'Ambrosio（8-13）
- 音樂 - Marco d'Ambrosio、MarcoCo.（1-7）
- 聲音設計 - Tom Myers（1-13）、Gary Bydstrom（8-13）
- 音效編輯 - Al Nelson（1-7）
- 製作人 - 野村和史（1-13）、大德哲雄（8-13）→遊佐和彦、谷坂睦美（1-7）
- 動畫製作 - A.P.P.P.
- 製作、著作 - 集英社

#### 各話列表
| 話數         | 日文標題 | 中文標題                          | 劇本       | 分鏡                       | 演出       | 作畫監督                                | 總作畫監督 | 發售日                                          | 旁白       |
| ------------ | -------- | --------------------------------- | ---------- | -------------------------- | ---------- | --------------------------------------- | ---------- | ----------------------------------------------- | ---------- |
| Adventure.1  |          | -惡靈-                            | 高島健一   | 無                         | 菊地康仁   | 羽山淳一                                | 無         | 2000年5月5日（DVD）                             | 小杉十郎太 |
| Adventure.2  |          | -法皇之綠-                        | 高島健一   | 古瀬登、羽山淳一 二村秀樹  | 菊地康仁   | 羽山淳一                                | 無         | 2000年8月25日（DVD）                            | 鈴置洋孝   |
| Adventure 3  |          | -銀色戰車&力-                     | 川口高朗   | 金剛寺弾 田中雄一 二村秀樹 | 浦田保則   | 田中雄一 寺澤伸介 山沢実 宮澤努（特效） | 羽山淳一   | 2000年10月27日（DVD）                           | 森功至     |
| Adventure 4  |          | -皇帝&倒吊男-                     | 川口高朗   | 古瀬登 二村秀樹            | 土屋日     | 山沢実 金剛寺弾・小林誠（特效）         | 羽山淳一   | 2001年4月27日（DVD）                            | 若本規夫   |
| Adventure 5  |          | -制裁-                            | 川口高朗   | 小林孝志                   | 小林孝志   | 寺沢伸介 岡本健一郎 山沢実 金剛寺弾     | 羽山淳一   | 2001年7月27日（DVD）                            | 麦人       |
| Adventure 6  |          | -報復之霧-                        | 高島健一   | 山中英治                   | 山中英治   | 植田洋一                                | 羽山淳一   | 2001年9月28日（DVD）                            | 小杉十郎太 |
| Adventure 7  |          | -正義-                            | 高島健一   | 長濱博史                   | 小林孝志   | 無                                      | 羽山淳一   | 2002年1月25日（DVD）                            | 大塚周夫   |
| Adventure 8  |          | 「愚者」伊奇與蓋布神恩多爾 -前篇- | 無         | 佐佐木洋                   | 無         | 羽山淳一 宍戸聰（特效）                 | 無         | 1993年11月19日（VHS、LD） 2002年8月23日（DVD）  |            |
| Adventure 9  |          | 「愚者」伊奇與蓋布神恩多爾 -後篇- | 無         | 森川定美                   | 無         | 羽山淳一 宍戸聰（特效）                 | 無         | 1993年12月17日（VHS、LD） 2002年8月23日（DVD）  |            |
| Adventure 10 |          | 賭徒達比                          | 無         | 舛成孝二                   | 舛成孝二   | 岸田隆宏                                | 無         | 1994年7月21日（VHS、LD） 2002年9月20日（DVD）   |            |
| Adventure 11 |          | DIO的世界 -亞空瘴氣 瓦尼拉‧艾斯   | 無         | 富永恒雄                   | 阿部雅司   | 菊地康仁                                | 無         | 1994年8月9日（VHS、LD） 2002年9月20日（DVD）    |            |
| Adventure 12 |          | DIO的世界 -花京院 結界的死鬥-     | 今敏       | 今敏                       | 今敏       | 栗尾昌宏 宍戸聰（特效）                 | 無         | 1994年10月21日（VHS、LD） 2002年10月25日（DVD） |            |
| Adventure 13 |          | DIO的世界 -再會了 朋友-           | 北久保弘之 | 北久保弘之                 | 北久保弘之 | 羽山淳一 江面久（特效）                 | 無         | 1994年11月18日（VHS、LD） 2002年10月25日（DVD） |            |

#### 特典
Adventure 1：羽山淳一、小杉十郎太、深見梨加會面訪談
Adventure 2：設定資料集
Adventure 3：彩色設定資料集
Adventure 4：工作人員訪談（羽山淳一）
Adventure 5：工作人員訪談2（羽山淳一）
Adventure 6：工作人員訪談3（Tom Myers）
Adventure 7：插畫蒐集（1-7的包裝插圖、US版海報、宣傳用廣告單）

### 電子遊戲
Famicom Jump II 最強的7人
1991年12月2日，由萬代發售的RPG。
JoJo的奇妙冒險
1993年3月5日，發售的電子角色扮演遊戲。故事與原作有很大差異。
JoJo的奇妙冒險
由卡普空發售
1998年12月，發售街機版。
1999年10月14日，發售PlayStation移植版。
JoJo的奇妙冒險 未來的遺產
1999年9月，上述對戰型格鬥遊戲的改版。
同年11月25日，發售收錄了此作和前作的Dreamcast版。

## 其他細節
- 本作開始引入了替身能力，並一直沿用至今。作者表示在第二部結束時，因為責任編輯認為「波紋已經太老舊了」，因此創作出新的超能力。
- 這是系列作中第一次以日本為背景來展開故事。本作第一部及第二部中、舞台在現實世界但卻不是由日本人擔任主角、故事舞台也不在日本，通篇故事與日本毫無關聯的漫畫，在當時的日本漫畫界中是很少見的。
- 本部開始追加了喬斯達一族左肩後方有星型胎記的設定，動畫版針對此一設定將一、二部的JOJO做了外型上的修正。
- 在雜誌連載時期，本作中的塔羅牌設計涉及了著作權的侵害，作者在事後道歉並在單行本重新繪製所有的塔羅牌圖案。
- 在托托神的那一段劇情中，托托神曾經預知了一段未來、內容與11年後的九一一襲擊事件有許多部分相似，包括男子身上的衣服、事發的時間、男子與電線杆的圖像、背景的飛機圖案等等。
- 在迪奧命令議員開車的其中一幕，出現了威利在哪裡？的威利。